# Hit-Monkey (televíziós sorozat)
A Hit-Monkey 2021-tól vetített amerikai 2D-s számítógépes animációs szuperhős sorozat, amelyet Will Speck és Josh Gordon alkotott.
Amerikában 2021. november 17-én a Hulu, Magyarországon a Disney+ mutatta be 2023. augusztus 15-én.

## Ismertető
Hit-Monkey egy könyörtelen japán makákó, akit egy Bryce Fowler nevű amerikai bérgyilkos szelleme mentorál, miközben kárt tesz Tokió bűnös alvilágában. Hit-Monkey és Bryce ezután New Yorkba utaznak.

## Szereplők

### Főszereplők
| Szereplő         | Eredeti hang    | Magyar hang        | Leírás | Évadok |
| ---------------- | --------------- | ------------------ | --- | ------ |
| Haruka           | Ally Maki       | Rudolf Szonja      | Becsületes zsaru, aki harcolni akar az igazságtalanság ellen Tokióban.                                                                                             | 1–     |
| Akiko Jokohama   | Olivia Munn     | Törőcsik Franciska | Sindzsi okos és ambiciózus unokahúga. | 1–     |
| Ito              | Nobi Nakanishi  | Kardos Róbert      | Haruka társa, akinek problémái vannak, de bízik Hit-Monkey-ban. | 1.     |
| Hit-Monkey       | Fred Tatasciore | Eredeti hang       | Japán makákó. | 1–     |
| Sindzsi Jokohama | George Takei    | Mertz Tibor        | Kedves politikus, akinek sok minden nyomja a vállát. | 1.     |
| Bryce Fowler     | Jason Sudeikis  | Makranczi Zalán    | Hit-Monkey mentora, aki meghal és szellemként tér vissza, hogy segítsen neki.                                                                                      | 1–     |
| Eunice           | Leslie Jones    |                    | Bryce mocskos szájú egykori ügynöke | 2.     |
| Iris             | Cristin Milioti |                    | Bryce lánya, akit elhagyott, és aki úgy nőtt fel, hogy megfogadta, hogy nem lesz olyan, mint az apja, mielőtt rájön a hasonlóságukra és a lehetséges megbékélésre. | 2.     |

### Mellékszereplők
| Szereplő                          | Eredeti hang     | Magyar hang  | Leírás                                                             |
| --------------------------------- | ---------------- | ------------ | ------------------------------------------------------------------ |
| Maki Matsumoto / Lady Bullseye    | Reiko Aylesworth | Pikali Gerda | félelmetes bérgyilkos, aki bűntudat és habozás nélkül öl.          |
| Juki                              | Reiko Aylesworth |              | Japánhoz kötődő szellem, aki Hit-Monkey-t igazi harcosnak tekinti. |
| Zsír Kobra                        | Noshir Dalal     | Turi Bálint  | Nagy szumós bérgyilkos, aki képes villámokat szórni a lábából.     |
| Harada Kenicsiro / Ezüst Szamuráj | Noshir Dalal     | Varga Rókus  | Japán legnagyobb hőse, aki egyben nagyon beképzelt is.             |

### Magyar változat
- Magyar szöveg: Stern Gábor
- Hangmérnök: Tóth Péter Ákos
- Vágó: Simkóné Varga Erzsébet
- Gyártásvezető: Gelencsér Adrienne
- Szinkronrendező: Tabák Kata
- Produkciós vezető: Hagen Péter

A szinkront a Mafilm Audio Kft. készítette.

## Évados áttekintés
| Évad | Évad | Epizódok | Eredeti sugárzás   | Eredeti sugárzás   | Eredeti adó         | Magyar sugárzás     | Magyar sugárzás     | Magyar adó |
| Évad | Évad | Epizódok | Évadpremier        | Évadfinálé         | Eredeti adó         | Évadpremier         | Évadfinálé          | Magyar adó |
| ---- | ---- | -------- | ------------------ | ------------------ | ------------------- | ------------------- | ------------------- | ---------- |
|      | 1    | 10       | 2021. november 17. | 2021. november 17. |                     | 2023. augusztus 15. | 2023. augusztus 15. |            |
|      | 2    | 10       | 2024. július 15.   | 2024. július 15.   | 2024. szeptember 9. | 2024. szeptember 9. |                     |            |

## Epizódok

### 1. évad (2021)
| Sor. | Év. | Cím                                                     | Rendező     | Író                               | Premier                                |
| --- | --- | ------------------------------------------------------- | ----------- | --------------------------------- | -------------------------------------- |
| 1. | 1.  | Első epizód (Pilot)                                     | Neal Holman | Josh Gordon és Will Speck         | 2021. november 17. 2023. augusztus 15. |
| Bryce Fowlert, a derék bérgyilkost egy harmadik fél felbérli, hogy Japánban megölje Ken Takahara progresszív politikust. Ez sikerül is neki, és végül megöli Ito rendőrtiszt társát is. Miközben bűntudatot kezd érezni tettei miatt, Bryce-t elárulja megbízója, és megtámadják a gorillái. Bár Bryce súlyosan megsebesül, sikerül elmenekülnie a havas hegyekbe. Az intelligens hómajmok törzse megmenti Bryce-t, és elkezdi ápolni. Bryce érdeklődést mutat egy különösen agresszív majom iránt, aki bizalmatlan vele szemben, és tanúja lesz a kiképzésének. Az agresszív majmot száműzik a törzsből, mert bántott egy másik majmot, de ahogy távozik, szemtanúja lesz az érkező bérgyilkosoknak, akik halálosan megsebesítik Bryce-t, mielőtt szórakozásból megölnék a többi majmot. Bryce lőfegyvereit magához véve a majom dühében lemészárolja a bérgyilkosokat. Bryce utolsó szavaival kijelenti, hogy a majomnak üldözőbe kell vennie a bérgyilkosok megbízóját. A majom Bryce fegyvereivel egy vasútállomásra megy, és hirtelen csatlakozik hozzá a szelleme. |     |                                                         |             |                                   |                                        |
| 2. | 2.  | Erős fények, nagy város (Bright Lights, Big City)       | Neal Holman | Josh Gordon és Will Speck         | 2021. november 17. 2023. augusztus 15. |
| A majom, akit később Hit-Monkey-nak neveznek el, nem tudja lerázni Bryce szellemét, amikor Tokióba érkezik. Bryce egy halraktárba vezeti a majmot, ahol megkapta a küldetését, hogy megölje Takaharát. Találkoznak a zavart öregasszonnyal, aki Bryce fegyvereit szállította, és véletlenül megölik, bár ellopják a pénzét, hogy megengedhessenek maguknak egy szállodát. Eközben Takahara jelöltjét, Shinji Yokohamát unokahúga és beszédírója, Akiko meggyőzi, hogy induljon helyette. Ito hadnagy új társat kap, a fiatal feltörekvő Harukát, aki tisztában van a hibáival. Hit-Monkey kiszúrja a tábornokot, akiről Bryce arra következtet, hogy köze lehet a dologhoz, és követi őt Takahara temetésére, ahol Yokohama bejelenti indulási szándékát. Bryce szemtanúja lesz annak, ahogy a tábornok beszélget láthatatlan megbízójával, miközben Hit-Monkey ellop egy öltönyt, és megöl egy csapat jakuza gengsztert, ami lövöldözést vált ki a jakuza tagjai között. Hit-Monkey megöli a jakuzákat, megmenti Akikót, és megtámadja a tábornokot, akit egy busz elüt, a pénztárcáját hátrahagyva. Akiko és Yokohama épségben hazatérnek, miközben Hit-Monkey és Bryce megfigyeli őket. Ito és Haruka látja a biztonsági felvételeket Hit-Monkey-ról akció közben. |     |                                                         |             |                                   |                                        |
| 3. | 3.  | A részeg majom legendája (Legend of the Drunken Monkey) | Neal Holman | Keith Foglesong                   | 2021. november 17. 2023. augusztus 15. |
| Miközben arról vitatkoznak, hogy ölniük kell, Hit-Monkey és Bryce találkoznak Stickkel, egy vak szerzetessel, aki képes kommunikálni velük, és kijelenti, hogy össze vannak kötve, és együtt kell működniük. Haruka tájékoztatja a rendőrséget Hit-Monkey érintettségéről, de csak kinevetik őket; míg Yokohama és Akiko szembekerül Takahara ellenfelével, Ozu-val. Bryce és Hit-Monkey megtalálják a tábornok otthonát, és halálos lövöldözést robbantanak ki két katona és két Jakuza-tag között. Arra következtetve, hogy a tábornoknak szerencsejáték adósságait kell kifizetnie, belopóznak az ikrek, Kappei és Teppei tulajdonában lévő kaszinóba. Hit-Monkey-t felfedezik, és Bryce arra kényszeríti, hogy szórakoztatónak adja ki magát. Hogy feljussanak a legfelső emeletre és találkozzanak az ikrekkel, szerencsejátékozni kezdenek, bár Hit-Monkey alkoholproblémát fejleszt ki, hogy túllépjen fájdalmán és a gyilkolás iránti ellenszenvén. Miután Hit-Monkey-t elfogják az ikrek, akikről kiderül, hogy az öregasszony fiai, Bryce végre beismeri, hogy gyilkosnak lenni nem könnyű. Hit-Monkey ezután megöli fogvatartóit, majd felkap egy pénzügyi könyvet, és felfedezi a Könyvelő nevű férfi címét, aki fizetett Takahara meggyilkolásáért. |     |                                                         |             |                                   |                                        |
| 4. | 4.  | A kód (The Code)                                        | Neal Holman | Duffy Boudreau                    | 2021. november 17. 2023. augusztus 15. |
| A cím Bryce-ot és Hit-Monkey-t egy börtönbe vezeti, ahová beszivárognak, miközben Hit-Monkey kódexéről vitatkoznak. Hit-Monkey-t elfogja az igazgató, de megszökik, és megtudja, hogy a Könyvelő a börtön egy lezárt területén, a "Gödörben" található. Eközben Akikót leszorítja az útról Ozu promóciós csapata, bár Jokohama megmondja neki, hogy ne hívja fel a sajtót, hogy elkerülje az incidenst. A Gödörben Hit-Monkey és Bryce találkozik a Könyvelővel, aki arra kényszeríti őket, hogy harcoljanak a Zsír Kobrával. Hit-Monkey győz, de nem hajlandó megölni Kobrát, ehelyett összefog vele, hogy legyőzzék a Könyvelőt. Hit-Monkey egy rejtett luxusszobába üldözi a Könyvelőt, ahol az elárulja, hogy a Kakas bérelte fel, hogy finanszírozza Takahara meggyilkolását, mielőtt a saját emberei megölték volna. Az igazgató rajtaütésbe kezd, de Hit-Monkey és Bryce meg tudnak menekülni egy patkánynak köszönhetően, amelyet Hit-Monkey korábban megmentett. Ezután Hit-Monkey meglátogatja Akikót, aki megköszöni neki, hogy megmentette őt. Hit-Monkey tetteinek híre elterjedt, ami igazolja Ito és Haruka állításait. |     |                                                         |             |                                   |                                        |
| 5. | 5.  | Fuss, majom, fuss! (Run Monkey Run)                     | Neal Holman | Matteo Borghese és Rob Turbovsky  | 2021. november 17. 2023. augusztus 15. |
| A jakuza vezetői, köztük a Kakas, összefognak, hogy vérdíjat tűzzenek ki Hit-Monkey-ra. Miután új öltönyt szabattak rá, Hit-Monkey-t különböző bérgyilkosok támadják meg, így Bryce féltékeny lesz a sikerére. Akiko nyilvánosságra hozza a sajtónak Ozu állítólagos támadását, amivel kivívja Jokohama haragját, míg Ito szimpátiáját fejezi ki Hit-Monkey ügye iránt, miután megöl egy korrupt tisztet. Juki, egy szellemgyilkos, megtámadja Hit-Monkey-t és Bryce-t, hogy megakadályozza őket a gyilkosságban. Miközben Jukival és egy Eiko nevű utcai versenyzővel harcol, Hit-Monkey megmenti Itót az elgázolástól, külön-külön meggyőzve őt és Jukit is arról, hogy ő jó. Hit-Monkey-t ezután elfogja az orvvadász, és Bryce bevallja, hogy féltékeny. Együtt megölik az orvvadászt és lemészárolják a Jakuza-vezetőket, miközben Kakast letartóztatja a rendőrség. Mivel a lakásukat Juki lerombolta, Hit-Monkey úgy dönt, hogy Akikónál marad, amit ő megenged. |     |                                                         |             |                                   |                                        |
| 6. | 6.  | A hosszú búcsúzkodás (The Long Goodbye)                 | Neal Holman | Albertina Rizzo                   | 2021. november 17. 2023. augusztus 15. |
| Akikót meglátogatja Ito és Haruka, akik tájékoztatják, hogy a Kakast letartóztatták, de a kapcsolatai miatt elengedik. Hit-Monkey és Bryce megragadják az alkalmat, hogy meggyilkolják őt, Bryce úgy véli, hogy ezzel végre megnyugodhat a lelke. Megölnek egy embert, akiről azt hiszik, hogy ő a Kakas, csakhogy kiderül, hogy számos hasonmása van, amelyek közül egyik sem engedi el Bryce-t. Hit-Monkey megkímél egy köpcös hasonmást, és megöli az állítólag valódi Kakast, miközben egy másik bérgyilkos ugyanezt próbálja megtenni. Ito elárulja Harakának, hogy a múltban egy korrupciós nyomozás során ő vállalta a balhét egykori társa miatt, ezzel elnyerve a lány bizalmát. Hit-Monkey arra kényszeríti a köpcös hasonmást, hogy vigye el a bankba, és nyisson ki egy dobozt a Kakas által hátrahagyott kulcs segítségével; a hasonmásról azonban kiderül, hogy álruhában az igazi Kakas, és megtámadja Hit-Monkey-t. Bryce abban a hitben, hogy hamarosan felemelkedik, elárulja, hogy van egy lánya, és azt akarja, hogy Hit-Monkey vigyázzon rá. Hit-Monkey megöli Kakast, de Bryce még mindig hozzá van kötve, így kénytelenek visszatérni Akikóhoz a ládával. Kegyencei kudarcára válaszul a Jakuza titokzatos jótevője felbérli a bérgyilkos Lady Bullseye-t.                                                                                               |     |                                                         |             |                                   |                                        |
| 7. | 7.  | Sayonara, majom! (Sayonara Monkey)                      | Neal Holman | Ken Kobayashi                     | 2021. november 17. 2023. augusztus 15. |
| Bryce és Hit-Monkey felkeresik a szerzetest, aki sóval riasztja el Bryce-t, és kijelenti, hogy Hit-Monkey-nak kell elvezetnie őket a megváltáshoz. Jokohama kirúgja Akikót, amikor Ozu ellenük fordítja állításait. Az állatkert hómajmait megölik, amiről Bryce rájön, hogy Lady Bullseye műve, míg Haruka arra következtet, hogy Hit-Monkey Akikónál lakik. Miközben Hit-Monkey és Bryce felkészülnek Lady Bullseye-ra, megérkezik Akiko, Ito és Haruka. Lady Bullseye felrobbantja Akiko házát, halálosan megsebesíti Itót, és egész Tokióban üldözőbe veszi Hit-Monkey-t. Hit-Monkey megszökik, és meglátogatja a kórházban a lábadozó Akikót, akit elönti a gyász. Ito meghal, Haruka pedig undorodva hagyja ott a rendőrséget. Mivel úgy véli, hogy Bryce tönkretette az életét, Hit-Monkey csapdába ejti őt egy sókörben, és visszatér a hegyekbe, ahol észrevesz egy új hómajom törzset. |     |                                                         |             |                                   |                                        |
| 8. | 8.  | Otthon, édes otthon (Home Sweet Home)                   | Neal Holman | Paul Levitt                       | 2021. november 17. 2023. augusztus 15. |
| Hit-Monkey feladva régi életét, megment egy fiatal hómajmot, Kojit a Vörös Csíkok nevű erőszakos törzsből, és beavatják az új törzsbe. Hit-Monkey kötődik Kojihoz, és elhatározza, hogy kiképzi a törzset a harcra, amikor a Vörös Csíkosok a forrásuk ellopására készülnek. A harc során Kojit megölik, ami arra készteti Hit-Monkey-t, hogy felvegye a ruháját, és megölje a Vörös Csíkok vezetőjét, elijesztve ezzel új családját. Törzse alfájának szelleme jelenik meg, aki kijelenti, hogy "a gyilkosok gyilkosaként" meg kell védenie az embereket és a majmokat egyaránt. A só hatására Bryce újra átéli a múltját Bryce McHenryként, ahol megismerkedett a barátnőjével, Hayley-vel, és nemzett egy Iris nevű lányt. Bryce megtudja, hogy anyja legújabb barátjának, Eli-nak szörnyű kapcsolatai vannak, amelyek visszatérnek, hogy kísértsék a családját. Bryce egy összetűzés során véletlenül megöli Eli-t, majd menekülni kezd, és a családjára hagyja Eli ellopott pénzét. Az Alfa szellem szavaira emlékezve Hit-Monkey megtalálja Bryce megfagyott holttestét a hóban. Gyászosan eltemeti Kojit és társát egymás mellé, ikersírokba, mielőtt végleg elhagyja a hegyeket. Ezután újra találkozik Bryce-szal, megerősítve a köteléküket. Hamarosan azonban rájönnek, hogy már csak egy napjuk maradt a választásig.                                               |     |                                                         |             |                                   |                                        |
| 9. | 9.  | A vég: Első rész (The End: Part One)                    | Neal Holman | Duffy Boudreau és Keith Foglesong | 2021. november 17. 2023. augusztus 15. |
| Hit-Monkey és Bryce visszatérnek Akiko házához, ahol az utóbbi kezd elhalványulni a létezésben. Újra találkoznak Harukával és Akikóval, akik felfedik, hogy Kakas tolláról kiderül, hogy egy hangrögzítő készülék; a felvételen az áll, hogy Ichiro Hazaki, a bonsai mester a jakuza jótevője. Míg Hakura és Akiko Yukival és az Ezüst Szamurájjal együtt megvédik Jokohamát a választási nézőpartiján, addig Bryce és Hit-Monkey a Bonsai Mester táborába indul, hogy megöljék őt és Ozu-t. Lady Bullseye megöli a szabót és a szerzetest, kikövetkeztetve Hit-Monkey kapcsolatát Bryce-szal és utóbbi szellemként való továbbélését. Hit-Monkey és Bryce átverekedik magukat Bonsai Mesterhez, aki kijelenti, hogy vissza akarja állítani Japán feudális korszakát. Jokohamát új miniszterelnökké nyilvánítják, Akikót pedig Lady Bullseye keresi fel. Hit-Monkey legyőzi Bonsai mestert, aki harakirit követ el, és Ozu közelébe megy. Ozu azonban kijelenti, hogy nem volt köze Takahara halálához, mivel semmi haszna nem volt belőle, aminek következtében Hit-Monkey és Bryce rájönnek, hogy Jokohama a felelős. |     |                                                         |             |                                   |                                        |
| 10. | 10. | A vég: Második rész (The End: Part Two)                 | Neal Holman | Josh Gordon és Will Speck         | 2021. november 17. 2023. augusztus 15. |
| Hit-Monkey és Bryce beszervezik Harukát és Jukit, hogy beépüljenek a buliba, és szembeszálljanak Jokohamával. Hit-Monkey azonban lebukik, ami lázadást robbant ki Hit-Monkey támogatói és a rendőrség között. Juki és Zsír Kobra segítségével Hit-Monkey megszökik Ezüst Szamuráj elől, és megküzd Lady Bullseye-vel, Jokohama testőre ellen, aki legyőzi őt, és sóval kínozza Bryce-t. A só segítségével Bryce-nak sikerül részben kézzelfoghatóvá tennie magát, ami elég hosszú időre eltereli Lady Bullseye figyelmét ahhoz, hogy Haruka megölje őt. Yokohama a tetőre menekül Akikóval, és sajnálkozva kijelenti, hogy részt vett Takahara halálában, mivel belefáradt abba, hogy elveszíti a választásokat, és Bonsai mester támogatást ajánlott neki. Hit-Monkey megérkezik, hogy megölje Jokohamát, de Bryce úgy dönt, hogy lebeszéli, ami lehetővé teszi számára, hogy végül felemelkedjen. Amikor Haruka Jokohama letartóztatására indul, megragadja a fegyverét, így Hit-Monkey kénytelen lelőni őt; elpusztítva Akikót. Haruka kicsempészi Hit-Monkey-t Japánból, miközben megígéri, hogy tisztázza a nevét. Bryce nem akarja Hit-Monkey-t magára hagyni, és visszatér a pokolból, mivel most már képes a tárgyakkal való kölcsönhatásra, miután alkut kötött Mefisztóval. A hullaházban Akiko bosszút esküszik Hit-Monkey ellen, és elveszi Lady Bullseye maszkját. |     |                                                         |             |                                   |                                        |

### 2. évad (2024)
| Sor. | Év. | Cím                           | Rendező      | Író                                      | Premier                              |
| ---- | --- | ----------------------------- | ------------ | ---------------------------------------- | ------------------------------------ |
| 11.  | 1.  | Return to Sender              | Kevin Mellon | Will Speck és Josh Gordon                | 2024. július 15. 2024. szeptember 9. |
| 12.  | 2.  | Guess Who's Coming To Dinner? | Kevin Mellon | Jessica Poter                            | 2024. július 15. 2024. szeptember 9. |
| 13.  | 3.  | The Rope                      | Kevin Mellon | Paul Levitt                              | 2024. július 15. 2024. szeptember 9. |
| 14.  | 4.  | Never Too Late                | Kevin Mellon | Keith Foglesong                          | 2024. július 15. 2024. szeptember 9. |
| 15.  | 5.  | Akiko                         | Kevin Mellon | Isabelle Esposito                        | 2024. július 15. 2024. szeptember 9. |
| 16.  | 6.  | The Estate                    | Kevin Mellon | Tesha Kondrat                            | 2024. július 15. 2024. szeptember 9. |
| 17.  | 7.  | The Last Supper               | Kevin Mellon | Josh Gordon, Will Speck és Jessica Poter | 2024. július 15. 2024. szeptember 9. |
| 18.  | 8.  | Mind Mall                     | Kevin Mellon | Keith Foglesong és Jessica Poter         | 2024. július 15. 2024. szeptember 9. |
| 19.  | 9.  | The Concrete Jungle           | Kevin Mellon | Tesha Kondrat és Paul Levitt             | 2024. július 15. 2024. szeptember 9. |
| 20.  | 10. | History Lessons               | Kevin Mellon | Josh Gordon, Will Speck és Neal Holman   | 2024. július 15. 2024. szeptember 9. |

## A sorozat készítése
2019 februárjában a Marvel Television bejelentette, hogy a Hit-Monkey alapján készült felnőtt animációs tévésorozatot a Hulura  a M.O.D.O.K.-val, a Tigra és Káprázattal, valamint Howard, a kacsával együttesen épülő, a The Offenders című crossover különkiadáshoz vezetőnek szánt sorozatokat. A sorozatot Will Speck és Josh Gordon készítette. Még abban a decemberben a Marvel Televisiont beolvasztották a Marvel Studiosba, amely a sorozat későbbi felügyeletét vezette. A következő hónapban a Marvel úgy döntött, hogy nem folytatja a Howard, a kacsa, a Tigra és Káprázat és a The Offenders című sorozatokat, a M.O.D.O.K. és a Hit-Monkey viszont a tervek szerint folytatódik.  A M.O.D.O.K. társalkotója, Jordan Blum a következő évben úgy nyilatkozott, hogy a sorozatnak más az animációs stílusa, mint a M.O.D.O.O.K.-nak. 2022 januárjában a Hulu tartalomért felelős vezetője, Craig Erwich azt mondta, hogy a Hit-Monkey további évadjait kizárólag a Marvel Studios csapata határozza meg. A M.O.D.O.O.K. 2022 májusában történt törlésével a Variety értesülései szerint a Hit-Monkey-t sem várták megújítani. 2023 februárjában azonban megújították a sorozatot, és a 20th Television Animation vette át a sorozat gyártását, mivel a Marvel Television már nem létezett.